# Pournoy-la-Chétive
Pournoy-la-Chétive é uma comuna francesa na região administrativa de Grande Leste, no departamento de Mosela. Estende-se por uma área de 2,56 km². Em 2010 a comuna tinha 639 habitantes (densidade: 249,6 hab./km²).